# Ri (torrente)
Il Ri (anche Rì, Rii, Rij, Ry o Rile) è un torrente della provincia di Novara, principale affluente dell'Arbogna. È lungo 10 km e ha una portata media alla foce di 0,5 m³/s.

## Percorso

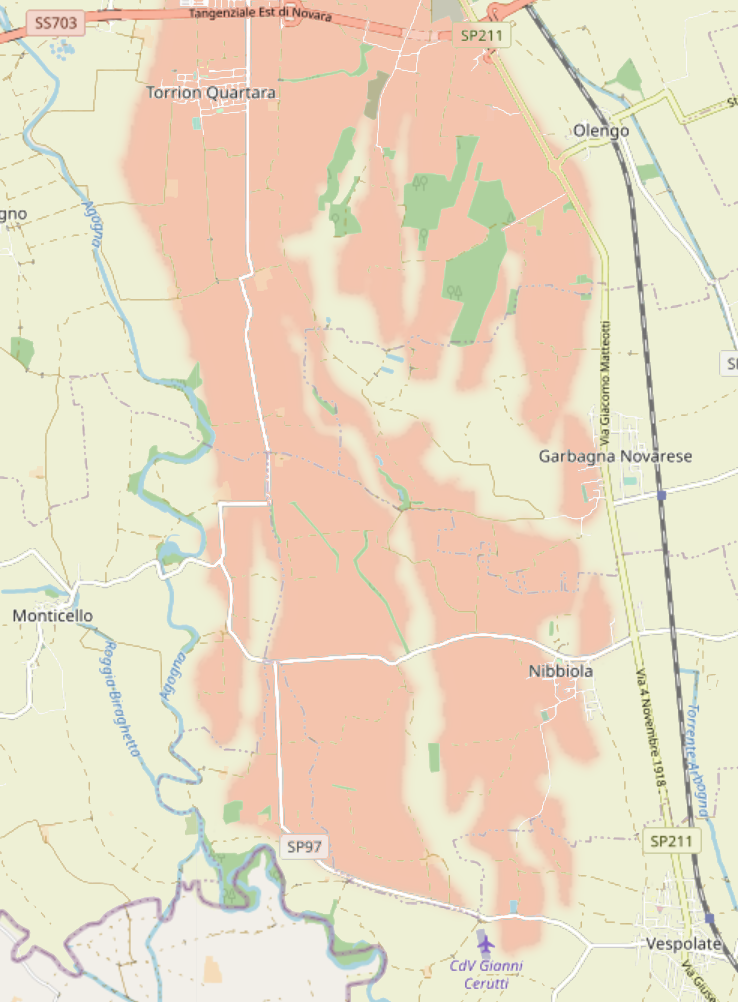
La valle del Ri all'interno del Terrazzo Novara-Vespolate: la valle corrisponde al sottile varco che dal centro si dirige verso sud

Il Ri nasce da alcune risorgive nella valle dell'Arbogna, in comune di Novara, proseguendo incassato per alcuni chilometri.
Lambisce Garbagna Novarese, dove viene canalizzato e scorre sino a Vespolate.
Prosegue serpeggiando e con andamento meandriforme arriva a Borgolavezzaro, dove sfocia nel torrente Arbogna, al confine con la Lombardia.

## Regime
Essendo un torrente utilizzato per scopi irrigatori e avendo un bacino idrografico molto limitato, senza affluenti di particolare rilievo, il Ri può variare notevolmente la sua portata. In estate il corso d'acqua ha una portata molto bassa, con secche complete presso le sorgenti. Al contrario, in caso di precipitazioni eccezionali, la conformazione delle collinette del terrazzo fluvioglaciale Novara-Vespolate (valle dell'Arbogna) può far provocare al corso d'acqua ingenti colature e quindi raggiungere livelli notevoli e straripare facilmente, causando danni alle coltivazioni e alle abitazioni adiacenti al suo corso.

## Fauna
Gli animali che popolano le sue rive sono tanti: la nutria, il germano reale, l'oca selvatica, la gallinella, il martin pescatore, la civetta, l'airone, l'airone cenerino ed il passero.
I pesci che popolano il torrente sono vari: il cavedano, l'alborella, la carpa, il luccio, e la scardola.

## Comuni attraversati
- Garbagna Novarese
- Nibbiola
- Vespolate
- Borgolavezzaro

## Storia
A metà Ottocento il Rì fu al centro di un'importante causa a Garbagna, che contrappose il parroco Giuseppe Depaoli, spalleggiato dall'intera comunità del paese, e Francesco Antonio Cavalli, proprietario della tenuta Marijna. L'oggetto del contendere furono proprio le acque del torrente e il diritto di disporne a piacere, in particolare la facoltà di deviarne il corso.